# Strassmann (Familie)
Die Familie Strassmann, ursprünglich Straßmann, ist eine deutsch-jüdische Familie, die vom 19. Jahrhundert bis heute viele Wissenschaftler hervorgebracht hat. Der Familienname schrieb sich ursprünglich mit ß; nach der Emigration in die Vereinigten Staaten „änderten viele Familienmitglieder ihren Namen in «Strassmann»“ Die Familie umfasst u. a. die folgenden Personen:

## Stammtafel
|                                                         |                                                         |                                                         |                                                         |                                                         |                                                         |                              |                              |                                              |                                              |                                                           |                                                           |                                                           |                                                           |                                                           |                                                           |                                         |                                         |                                                 |                                                 |                                                 |                                                 |                                                 |                                                 |                                            |                                            |                                                        |                                                        | Schmuhl Molower (ca. 1760 – ca. 1825) Tuchhändler aus Rawicz, der 1797 (um den preußischen Titel des Schutzjuden zu erwerben) den „regulären Nachnamen“ Strassmann annimmt. |                                                        |                                                        |                                                        |                                            |                                            |                                        |                                        |                                                                                |                                                                                |                                                                                |                                                                                |                                                                                |                                                                                |  |  |                                                                                           |                                                                                           |                                                                                           |                                                                                           |                                                                                           |                                                                                           |  |  |  |  |  |  |  |  |  |  |  |  |  |  |  |  |  |  |  |  |  |  |  |  |  |  |  |  |  |  |  |  |  |  |  |  |
|                                                         |                                                         |                                                         |                                                         |                                                         |                                                         |                              |                              |                                              |                                              |                                                           |                                                           |                                                           |                                                           |                                                           |                                                           |                                         |                                         |                                                 |                                                 |                                                 |                                                 |                                                 |                                                 |                                            |                                            |                                                        |                                                        | |                                                        |                                                        |                                                        |                                            |                                            |                                        |                                        |                                                                                |                                                                                |                                                                                |                                                                                |                                                                                |                                                                                |  |  |                                                                                           |                                                                                           |                                                                                           |                                                                                           |                                                                                           |                                                                                           |  |  |  |  |  |  |  |  |  |  |  |  |  |  |  |  |  |  |  |  |  |  |  |  |  |  |  |  |  |  |  |  |  |  |  |  |
|                                                         |                                                         |                                                         |                                                         |                                                         |                                                         |                              |                              |                                              |                                              |                                                           |                                                           |                                                           |                                                           |                                                           |                                                           |                                         |                                         |                                                 |                                                 |                                                 |                                                 |                                                 |                                                 |                                            |                                            |                                                        |                                                        | |                                                        |                                                        |                                                        |                                            |                                            |                                        |                                        |                                                                                |                                                                                |                                                                                |                                                                                |                                                                                |                                                                                |  |  |                                                                                           |                                                                                           |                                                                                           |                                                                                           |                                                                                           |                                                                                           |  |  |  |  |  |  |  |  |  |  |  |  |  |  |  |  |  |  |  |  |  |  |  |  |  |  |  |  |  |  |  |  |  |  |  |  |
|                                                         |                                                         |                                                         |                                                         |                                                         |                                                         |                              |                              |                                              |                                              |                                                           |                                                           | Heiman (1797–1881) polnischer Gelehrter                   | Heiman (1797–1881) polnischer Gelehrter                   | Heiman (1797–1881) polnischer Gelehrter                   | Heiman (1797–1881) polnischer Gelehrter                   | Heiman (1797–1881) polnischer Gelehrter | Heiman (1797–1881) polnischer Gelehrter |                                                 |                                                 |                                                 |                                                 |                                                 |                                                 |                                            |                                            |                                                        |                                                        | |                                                        |                                                        |                                                        |                                            |                                            |                                        |                                        |                                                                                |                                                                                |                                                                                |                                                                                |                                                                                |                                                                                |  |  | Chune (?-?)                                                                               | Chune (?-?)                                                                               | Chune (?-?)                                                                               | Chune (?-?)                                                                               | Chune (?-?)                                                                               | Chune (?-?)                                                                               |  |  |  |  |  |  |  |  |  |  |  |  |  |  |  |  |  |  |  |  |  |  |  |  |  |  |  |  |  |  |  |  |  |  |  |  |
|                                                         |                                                         |                                                         |                                                         |                                                         |                                                         |                              |                              |                                              |                                              |                                                           |                                                           | Heiman (1797–1881) polnischer Gelehrter                   | Heiman (1797–1881) polnischer Gelehrter                   | Heiman (1797–1881) polnischer Gelehrter                   | Heiman (1797–1881) polnischer Gelehrter                   | Heiman (1797–1881) polnischer Gelehrter | Heiman (1797–1881) polnischer Gelehrter |                                                 |                                                 |                                                 |                                                 |                                                 |                                                 |                                            |                                            |                                                        |                                                        | |                                                        |                                                        |                                                        |                                            |                                            |                                        |                                        |                                                                                |                                                                                |                                                                                |                                                                                |                                                                                |                                                                                |  |  | Chune (?-?)                                                                               | Chune (?-?)                                                                               | Chune (?-?)                                                                               | Chune (?-?)                                                                               | Chune (?-?)                                                                               | Chune (?-?)                                                                               |  |  |  |  |  |  |  |  |  |  |  |  |  |  |  |  |  |  |  |  |  |  |  |  |  |  |  |  |  |  |  |  |  |  |  |  |
|                                                         |                                                         |                                                         |                                                         |                                                         |                                                         |                              |                              |                                              |                                              |                                                           |                                                           |                                                           |                                                           |                                                           |                                                           |                                         |                                         |                                                 |                                                 |                                                 |                                                 |                                                 |                                                 |                                            |                                            |                                                        |                                                        | |                                                        |                                                        |                                                        |                                            |                                            |                                        |                                        |                                                                                |                                                                                |                                                                                |                                                                                |                                                                                |                                                                                |  |  |                                                                                           |                                                                                           |                                                                                           |                                                                                           |                                                                                           |                                                                                           |  |  |  |  |  |  |  |  |  |  |  |  |  |  |  |  |  |  |  |  |  |  |  |  |  |  |  |  |  |  |  |  |  |  |  |  |
| Wolfgang (1821–1885), deutscher Mediziner und Politiker | Wolfgang (1821–1885), deutscher Mediziner und Politiker | Wolfgang (1821–1885), deutscher Mediziner und Politiker | Wolfgang (1821–1885), deutscher Mediziner und Politiker | Wolfgang (1821–1885), deutscher Mediziner und Politiker | Wolfgang (1821–1885), deutscher Mediziner und Politiker |                              |                              | Samuel (1826–1879), deutscher Mediziner      | Samuel (1826–1879), deutscher Mediziner      | Samuel (1826–1879), deutscher Mediziner                   | Samuel (1826–1879), deutscher Mediziner                   | Samuel (1826–1879), deutscher Mediziner                   | Samuel (1826–1879), deutscher Mediziner                   |                                                           |                                                           |                                         |                                         |                                                 |                                                 | Heinrich (1834–1905), deutscher Frauenarzt      | Heinrich (1834–1905), deutscher Frauenarzt      | Heinrich (1834–1905), deutscher Frauenarzt      | Heinrich (1834–1905), deutscher Frauenarzt      | Heinrich (1834–1905), deutscher Frauenarzt | Heinrich (1834–1905), deutscher Frauenarzt |                                                        |                                                        | Ferdinand (1838–1931), deutscher Mediziner | Ferdinand (1838–1931), deutscher Mediziner             | Ferdinand (1838–1931), deutscher Mediziner             | Ferdinand (1838–1931), deutscher Mediziner             | Ferdinand (1838–1931), deutscher Mediziner | Ferdinand (1838–1931), deutscher Mediziner |                                        |                                        |                                                                                |                                                                                |                                                                                |                                                                                |                                                                                |                                                                                |  |  | Eduard/Ephraim ⚭ Minna                                                                    | Eduard/Ephraim ⚭ Minna                                                                    | Eduard/Ephraim ⚭ Minna                                                                    | Eduard/Ephraim ⚭ Minna                                                                    | Eduard/Ephraim ⚭ Minna                                                                    | Eduard/Ephraim ⚭ Minna                                                                    |  |  |  |  |  |  |  |  |  |  |  |  |  |  |  |  |  |  |  |  |  |  |  |  |  |  |  |  |  |  |  |  |  |  |  |  |
| Wolfgang (1821–1885), deutscher Mediziner und Politiker | Wolfgang (1821–1885), deutscher Mediziner und Politiker | Wolfgang (1821–1885), deutscher Mediziner und Politiker | Wolfgang (1821–1885), deutscher Mediziner und Politiker | Wolfgang (1821–1885), deutscher Mediziner und Politiker | Wolfgang (1821–1885), deutscher Mediziner und Politiker |                              |                              | Samuel (1826–1879), deutscher Mediziner      | Samuel (1826–1879), deutscher Mediziner      | Samuel (1826–1879), deutscher Mediziner                   | Samuel (1826–1879), deutscher Mediziner                   | Samuel (1826–1879), deutscher Mediziner                   | Samuel (1826–1879), deutscher Mediziner                   |                                                           |                                                           |                                         |                                         |                                                 |                                                 | Heinrich (1834–1905), deutscher Frauenarzt      | Heinrich (1834–1905), deutscher Frauenarzt      | Heinrich (1834–1905), deutscher Frauenarzt      | Heinrich (1834–1905), deutscher Frauenarzt      | Heinrich (1834–1905), deutscher Frauenarzt | Heinrich (1834–1905), deutscher Frauenarzt |                                                        |                                                        | Ferdinand (1838–1931), deutscher Mediziner | Ferdinand (1838–1931), deutscher Mediziner             | Ferdinand (1838–1931), deutscher Mediziner             | Ferdinand (1838–1931), deutscher Mediziner             | Ferdinand (1838–1931), deutscher Mediziner | Ferdinand (1838–1931), deutscher Mediziner |                                        |                                        |                                                                                |                                                                                |                                                                                |                                                                                |                                                                                |                                                                                |  |  | Eduard/Ephraim ⚭ Minna                                                                    | Eduard/Ephraim ⚭ Minna                                                                    | Eduard/Ephraim ⚭ Minna                                                                    | Eduard/Ephraim ⚭ Minna                                                                    | Eduard/Ephraim ⚭ Minna                                                                    | Eduard/Ephraim ⚭ Minna                                                                    |  |  |  |  |  |  |  |  |  |  |  |  |  |  |  |  |  |  |  |  |  |  |  |  |  |  |  |  |  |  |  |  |  |  |  |  |
| Henni (1862–1937), Künstlerin und Autorin               | Henni (1862–1937), Künstlerin und Autorin               | Henni (1862–1937), Künstlerin und Autorin               | Henni (1862–1937), Künstlerin und Autorin               | Henni (1862–1937), Künstlerin und Autorin               | Henni (1862–1937), Künstlerin und Autorin               |                              |                              | Fritz (1858–1940), deutscher Rechtsmediziner | Fritz (1858–1940), deutscher Rechtsmediziner | Fritz (1858–1940), deutscher Rechtsmediziner              | Fritz (1858–1940), deutscher Rechtsmediziner              | Fritz (1858–1940), deutscher Rechtsmediziner              | Fritz (1858–1940), deutscher Rechtsmediziner              |                                                           |                                                           |                                         |                                         |                                                 |                                                 | Paul (1866–1938), deutscher Mediziner           | Paul (1866–1938), deutscher Mediziner           | Paul (1866–1938), deutscher Mediziner           | Paul (1866–1938), deutscher Mediziner           | Paul (1866–1938), deutscher Mediziner      | Paul (1866–1938), deutscher Mediziner      |                                                        |                                                        | |                                                        |                                                        |                                                        |                                            |                                            |                                        |                                        |                                                                                |                                                                                |                                                                                |                                                                                |                                                                                |                                                                                |  |  | Arnold (1861–1940)                                                                        | Arnold (1861–1940)                                                                        | Arnold (1861–1940)                                                                        | Arnold (1861–1940)                                                                        | Arnold (1861–1940)                                                                        | Arnold (1861–1940)                                                                        |  |  |  |  |  |  |  |  |  |  |  |  |  |  |  |  |  |  |  |  |  |  |  |  |  |  |  |  |  |  |  |  |  |  |  |  |
| Henni (1862–1937), Künstlerin und Autorin               | Henni (1862–1937), Künstlerin und Autorin               | Henni (1862–1937), Künstlerin und Autorin               | Henni (1862–1937), Künstlerin und Autorin               | Henni (1862–1937), Künstlerin und Autorin               | Henni (1862–1937), Künstlerin und Autorin               |                              |                              | Fritz (1858–1940), deutscher Rechtsmediziner | Fritz (1858–1940), deutscher Rechtsmediziner | Fritz (1858–1940), deutscher Rechtsmediziner              | Fritz (1858–1940), deutscher Rechtsmediziner              | Fritz (1858–1940), deutscher Rechtsmediziner              | Fritz (1858–1940), deutscher Rechtsmediziner              |                                                           |                                                           |                                         |                                         |                                                 |                                                 | Paul (1866–1938), deutscher Mediziner           | Paul (1866–1938), deutscher Mediziner           | Paul (1866–1938), deutscher Mediziner           | Paul (1866–1938), deutscher Mediziner           | Paul (1866–1938), deutscher Mediziner      | Paul (1866–1938), deutscher Mediziner      |                                                        |                                                        | |                                                        |                                                        |                                                        |                                            |                                            |                                        |                                        |                                                                                |                                                                                |                                                                                |                                                                                |                                                                                |                                                                                |  |  | Arnold (1861–1940)                                                                        | Arnold (1861–1940)                                                                        | Arnold (1861–1940)                                                                        | Arnold (1861–1940)                                                                        | Arnold (1861–1940)                                                                        | Arnold (1861–1940)                                                                        |  |  |  |  |  |  |  |  |  |  |  |  |  |  |  |  |  |  |  |  |  |  |  |  |  |  |  |  |  |  |  |  |  |  |  |  |
|                                                         |                                                         |                                                         |                                                         |                                                         |                                                         |                              |                              |                                              |                                              |                                                           |                                                           |                                                           |                                                           |                                                           |                                                           |                                         |                                         |                                                 |                                                 |                                                 |                                                 |                                                 |                                                 |                                            |                                            |                                                        |                                                        | |                                                        |                                                        |                                                        |                                            |                                            |                                        |                                        |                                                                                |                                                                                |                                                                                |                                                                                |                                                                                |                                                                                |  |  |                                                                                           |                                                                                           |                                                                                           |                                                                                           |                                                                                           |                                                                                           |  |  |  |  |  |  |  |  |  |  |  |  |  |  |  |  |  |  |  |  |  |  |  |  |  |  |  |  |  |  |  |  |  |  |  |  |
|                                                         |                                                         | Georg (1890–1972), Mediziner                            | Georg (1890–1972), Mediziner                            | Georg (1890–1972), Mediziner                            | Georg (1890–1972), Mediziner                            | Georg (1890–1972), Mediziner | Georg (1890–1972), Mediziner |                                              |                                              | Reinhold (1893–1944), deutscher Mathematiker und NS-Opfer | Reinhold (1893–1944), deutscher Mathematiker und NS-Opfer | Reinhold (1893–1944), deutscher Mathematiker und NS-Opfer | Reinhold (1893–1944), deutscher Mathematiker und NS-Opfer | Reinhold (1893–1944), deutscher Mathematiker und NS-Opfer | Reinhold (1893–1944), deutscher Mathematiker und NS-Opfer |                                         |                                         | Erwin (1895–1972), US-amerikanischer Gynäkologe | Erwin (1895–1972), US-amerikanischer Gynäkologe | Erwin (1895–1972), US-amerikanischer Gynäkologe | Erwin (1895–1972), US-amerikanischer Gynäkologe | Erwin (1895–1972), US-amerikanischer Gynäkologe | Erwin (1895–1972), US-amerikanischer Gynäkologe |                                            |                                            |                                                        |                                                        | Gisela verheiratet mit Max Gutzwiller | Gisela verheiratet mit Max Gutzwiller                  | Gisela verheiratet mit Max Gutzwiller                  | Gisela verheiratet mit Max Gutzwiller                  | Gisela verheiratet mit Max Gutzwiller      | Gisela verheiratet mit Max Gutzwiller      |                                        |                                        | Antonie (1901–1952), deutsche Schauspielerin, Sportfliegerin und Unternehmerin | Antonie (1901–1952), deutsche Schauspielerin, Sportfliegerin und Unternehmerin | Antonie (1901–1952), deutsche Schauspielerin, Sportfliegerin und Unternehmerin | Antonie (1901–1952), deutsche Schauspielerin, Sportfliegerin und Unternehmerin | Antonie (1901–1952), deutsche Schauspielerin, Sportfliegerin und Unternehmerin | Antonie (1901–1952), deutsche Schauspielerin, Sportfliegerin und Unternehmerin |  |  | Ernst Strassmann (1897–1958), Jurist und Widerstandskämpfer gegen den Nationalsozialismus | Ernst Strassmann (1897–1958), Jurist und Widerstandskämpfer gegen den Nationalsozialismus | Ernst Strassmann (1897–1958), Jurist und Widerstandskämpfer gegen den Nationalsozialismus | Ernst Strassmann (1897–1958), Jurist und Widerstandskämpfer gegen den Nationalsozialismus | Ernst Strassmann (1897–1958), Jurist und Widerstandskämpfer gegen den Nationalsozialismus | Ernst Strassmann (1897–1958), Jurist und Widerstandskämpfer gegen den Nationalsozialismus |  |  |  |  |  |  |  |  |  |  |  |  |  |  |  |  |  |  |  |  |  |  |  |  |  |  |  |  |  |  |  |  |  |  |  |  |
|                                                         |                                                         | Georg (1890–1972), Mediziner                            | Georg (1890–1972), Mediziner                            | Georg (1890–1972), Mediziner                            | Georg (1890–1972), Mediziner                            | Georg (1890–1972), Mediziner | Georg (1890–1972), Mediziner |                                              |                                              | Reinhold (1893–1944), deutscher Mathematiker und NS-Opfer | Reinhold (1893–1944), deutscher Mathematiker und NS-Opfer | Reinhold (1893–1944), deutscher Mathematiker und NS-Opfer | Reinhold (1893–1944), deutscher Mathematiker und NS-Opfer | Reinhold (1893–1944), deutscher Mathematiker und NS-Opfer | Reinhold (1893–1944), deutscher Mathematiker und NS-Opfer |                                         |                                         | Erwin (1895–1972), US-amerikanischer Gynäkologe | Erwin (1895–1972), US-amerikanischer Gynäkologe | Erwin (1895–1972), US-amerikanischer Gynäkologe | Erwin (1895–1972), US-amerikanischer Gynäkologe | Erwin (1895–1972), US-amerikanischer Gynäkologe | Erwin (1895–1972), US-amerikanischer Gynäkologe |                                            |                                            |                                                        |                                                        | Gisela verheiratet mit Max Gutzwiller | Gisela verheiratet mit Max Gutzwiller                  | Gisela verheiratet mit Max Gutzwiller                  | Gisela verheiratet mit Max Gutzwiller                  | Gisela verheiratet mit Max Gutzwiller      | Gisela verheiratet mit Max Gutzwiller      |                                        |                                        | Antonie (1901–1952), deutsche Schauspielerin, Sportfliegerin und Unternehmerin | Antonie (1901–1952), deutsche Schauspielerin, Sportfliegerin und Unternehmerin | Antonie (1901–1952), deutsche Schauspielerin, Sportfliegerin und Unternehmerin | Antonie (1901–1952), deutsche Schauspielerin, Sportfliegerin und Unternehmerin | Antonie (1901–1952), deutsche Schauspielerin, Sportfliegerin und Unternehmerin | Antonie (1901–1952), deutsche Schauspielerin, Sportfliegerin und Unternehmerin |  |  | Ernst Strassmann (1897–1958), Jurist und Widerstandskämpfer gegen den Nationalsozialismus | Ernst Strassmann (1897–1958), Jurist und Widerstandskämpfer gegen den Nationalsozialismus | Ernst Strassmann (1897–1958), Jurist und Widerstandskämpfer gegen den Nationalsozialismus | Ernst Strassmann (1897–1958), Jurist und Widerstandskämpfer gegen den Nationalsozialismus | Ernst Strassmann (1897–1958), Jurist und Widerstandskämpfer gegen den Nationalsozialismus | Ernst Strassmann (1897–1958), Jurist und Widerstandskämpfer gegen den Nationalsozialismus |  |  |  |  |  |  |  |  |  |  |  |  |  |  |  |  |  |  |  |  |  |  |  |  |  |  |  |  |  |  |  |  |  |  |  |  |
|                                                         |                                                         |                                                         |                                                         |                                                         |                                                         |                              |                              |                                              |                                              |                                                           |                                                           |                                                           |                                                           |                                                           |                                                           |                                         |                                         |                                                 |                                                 |                                                 |                                                 |                                                 |                                                 |                                            |                                            |                                                        |                                                        | |                                                        |                                                        |                                                        |                                            |                                            |                                        |                                        |                                                                                |                                                                                |                                                                                |                                                                                |                                                                                |                                                                                |  |  |                                                                                           |                                                                                           |                                                                                           |                                                                                           |                                                                                           |                                                                                           |  |  |  |  |  |  |  |  |  |  |  |  |  |  |  |  |  |  |  |  |  |  |  |  |  |  |  |  |  |  |  |  |  |  |  |  |
|                                                         |                                                         |                                                         |                                                         |                                                         |                                                         |                              |                              |                                              |                                              |                                                           |                                                           |                                                           |                                                           |                                                           |                                                           |                                         |                                         | W. Paul (1926–2021), US-amerikanischer Ökonom   | W. Paul (1926–2021), US-amerikanischer Ökonom   | W. Paul (1926–2021), US-amerikanischer Ökonom   | W. Paul (1926–2021), US-amerikanischer Ökonom   | W. Paul (1926–2021), US-amerikanischer Ökonom   | W. Paul (1926–2021), US-amerikanischer Ökonom   |                                            |                                            | Hellmut (1922–2007), Schweizer Historiker und Archivar | Hellmut (1922–2007), Schweizer Historiker und Archivar | Hellmut (1922–2007), Schweizer Historiker und Archivar | Hellmut (1922–2007), Schweizer Historiker und Archivar | Hellmut (1922–2007), Schweizer Historiker und Archivar | Hellmut (1922–2007), Schweizer Historiker und Archivar |                                            |                                            | Martin (1925–2014), Schweizer Physiker | Martin (1925–2014), Schweizer Physiker | Martin (1925–2014), Schweizer Physiker                                         | Martin (1925–2014), Schweizer Physiker                                         | Martin (1925–2014), Schweizer Physiker                                         | Martin (1925–2014), Schweizer Physiker                                         |                                                                                |                                                                                |  |  |                                                                                           |                                                                                           |                                                                                           |                                                                                           |                                                                                           |                                                                                           |  |  |  |  |  |  |  |  |  |  |  |  |  |  |  |  |  |  |  |  |  |  |  |  |  |  |  |  |  |  |  |  |  |  |  |  |